# Джуркович, Славиша
Славиша Джуркович (серб. Славиша Ђурковић; 18 августа 1968, Югославия — 10 июня 2025, Никшич) — черногорский футболист, игравший на позиции защитника.

## Карьера
Он играл в юношеском составе ФК «Сутьеска Никшич» и входил в состав сборной Югославии по футболу среди игроков до 20 лет, которая выиграла титул на чемпионате мира по футболу среди молодёжных команд 1987 года. Джуркович остался в команде второй лиги «Сутьеска», где его карьера не сложилась из-за начала югославских войн. Джуркович присоединился к «Леотару» и некоторое время играл в «Единстве» и «Будучности».
Он начал тренировать ФК «Полет Старс», а около 2010 года стал тренером молодёжной академии «Сутьеска Никшич». В 2011 году власти Черногории отказали Джурковичу и бывшему товарищу по молодёжной сборной по чемпионату мира Ранко Зироевичу в выплате пенсии за их спортивные достижения. В августе 2011 года он присоединился к курсу УЕФА для тренеров на получение лицензии А.
Славиша Джуркович скончался 10 июня 2025 года в Никшиче.